# Кордова (провінція, Іспанія)
Ко́рдова (ісп. Córdoba) — провінція на півдні Іспанії у складі автономного співтовариства Андалусія. Вона межує з провінціями Малага, Севілья, Бадахос, Сьюдад-Реаль, Хаен і Гранада. Адміністративний центр — Кордова.
Площа провінції — 13 769 км². Населення — 803 038 чол., з них більш ніж 40% живе у столиці, густота населення - 58,32 осіб/км². Адміністративно поділяється на 75 муніципалітетів.